# Перов, Дмитрий Алексеевич
Дмитрий Алексеевич Перов (род. 18 ноября 1984, Монино, Московская область, Монино) — российский регбист, скрам-хав и флай-хав (полузащитник схватки и полузащитник веера). Известен по играм за сборную России по регби-7. Заслуженный мастер спорта России.

## Биография

### Карьера игрока
Дмитрий воспитанник монинской академии. Изначально специализировался только на регби-7. В дальнейшем выступал и за семёрочную команду (становился чемпионом России) и за основной состав «ВВА-Подмосковье». В составе семерочной команды стал чемпионом Европы. В составе команды по классическому регби несколько раз становился бронзовым призёром. Сезон-2021/22 провёл в клубе «Динамо», где завершил карьеру летом 2022 года. Стал тренером-преподавателем в ДЮСШ подмосковного города Лосино-Петровский.
В мае 2024 года возобновил карьеру игрока за ЦСКА на сезон 2023/24 для участия в Высшей лиги России по регби, стал тренером трех-четвертных в команде.

### Карьера в сборной
В сборной команде России по регби-7 выступал на протяжении 10 лет, был её капитаном. Участник Чемпионата мира по регби-7 2013 года и 2019 года. Чемпион Европы 2009, 2016 и 2017 годов.
В состав по классическому регби привлекался ещё в 2012 году, однако из-за травмы так и не сыграл. Постоянно стал привлекаться с приходом на тренерский мостик Лина Джонса. Дебютировал в 2018 году в матче против Намибии. Попал в окончательную заявку на Кубок Мира 2019. 20 сентября 2019 года дебютировал на чемпионате мира в Японии в матче открытия против хозяев.